# Маноло Вільянова
Маноло Вільянова (ісп. Manolo Villanova, нар. 27 серпня 1942, Сарагоса) — іспанський футболіст, що грав на позиції воротаря. По завершенні ігрової кар'єри — тренер.

## Ігрова кар'єра
У дорослому футболі дебютував 1966 року виступами за команду «Мальорка», в якій провів один сезон у Сегунді, взявши участь у 14 матчах чемпіонату.
Після одного сезону в ній Вільянова перейшов в клуб Прімери «Реал Бетіс», у першому ж сезоні 1967/68 був основними гравцем, зігравши 24 гри у чемпіонаті, в яких пропустив 51 гол, а клуб за підсумками чемпіонату понизився у класі. Втім Вільянова продовжив грати за андалусійців протягом наступних трьох років, але так і не зумів повернутись з ним до елітного дивізіону.
1971 року перейшов до клубу «Реал Сарагоса» зі свого рідного міста, з якою наступного року повернувся до Прімери. Втім у вищому іспанському дивізіоні грав роль резервного голкіпера в команді, зігравши за три сезони лише 20 ігор у Ла Лізі, пропустивши 23 голи, і в 1975 році, у віці 32 років, завершив кар'єру гравця.

## Кар'єра тренера
Після завершення кар'єри футболіста Вільянова відразу ж почав тренерську діяльність, працюючи з командою дублерів «Реал Сарагоси», що називалась «Депортіво Арагон» і пробув на цій посаді три роки. У травні 1979 він змінив Вуядина Бошкова на посаді головного тренера «Реал Сарагоси». Вільянова був звільнений в березні 1981 після ряду незадовільних результатів, здобувши лише одну перемогу в останніх десяти матчах.
У червні того ж року він був призначений головним тренером «Саламанки», зумівши повернути її до Прімери з першої ж спроби. Після цього Вільянова продовжував очолювати клуб до 1984 року, коли «Саламанка» за підсумками сезону 1983/84 вилетіла до Сегунди.
А колишній воротар перейшов на роботу в іншу команду Сегунди «Мальорка», яка фінішувала під його керівництвом сьомою у сезоні 1984/85.
У жовтні 1985 року Вільянова повернувся до Прімери, змінивши на посту головного тренера «Еркулеса» з Аліканте звільненого Антоніо Торреса. Він не зміг врятувати клуб від вильоту до Сегунди і згодом покинув його.
У грудні 1987 року Маноло знову очолив «Реал Сарагосу», залишивши її на п'ятому місці в турнірній таблиці Прімери перед своєю відставкою. До тренерської кар'єри Вільянова повернувся лише в 1991 році, ставши біля керма «Уеска».
У 1996 році, після чотирьох сезонів на чолі «Рекреатіво», Вільянова знову став працювати з резервною командою «Реал Сарагоси», а в 2003 році перейшов до ради клубу.
У липні 2006 року Маноло Вільянова вдруге очолив «Уеску» , а вже 3 березня 2008 року він втретє був призначений головним тренером «Реал Сарагоси», коли над нею нависла серйозна загроза вильоту з Прімери. Після того, як Вільянова не зміг врятувати свій клуб від пониження в класі, він учергове очолив його резервну команду. У червні 2009 року він був звільнений від своїх обов'язків.
14 жовтня 2013 року Вільянова став головним тренером «Саріньєни», що виступала тоді у Сегунді Б . Команда за підсумками сезону 2013/14 посіла останнє місце в своїй групі і вилетіла в Терсеру, після чого головний тренер покинув свій пост.